# Гуска гірська
Гу́ска гірська́, або інді́йська (Anser indicus, синонім Eulabeia indica) — вид птахів родини качкових, що гніздиться в гірських районах Центральної Азії.

## Зовнішній вигляд

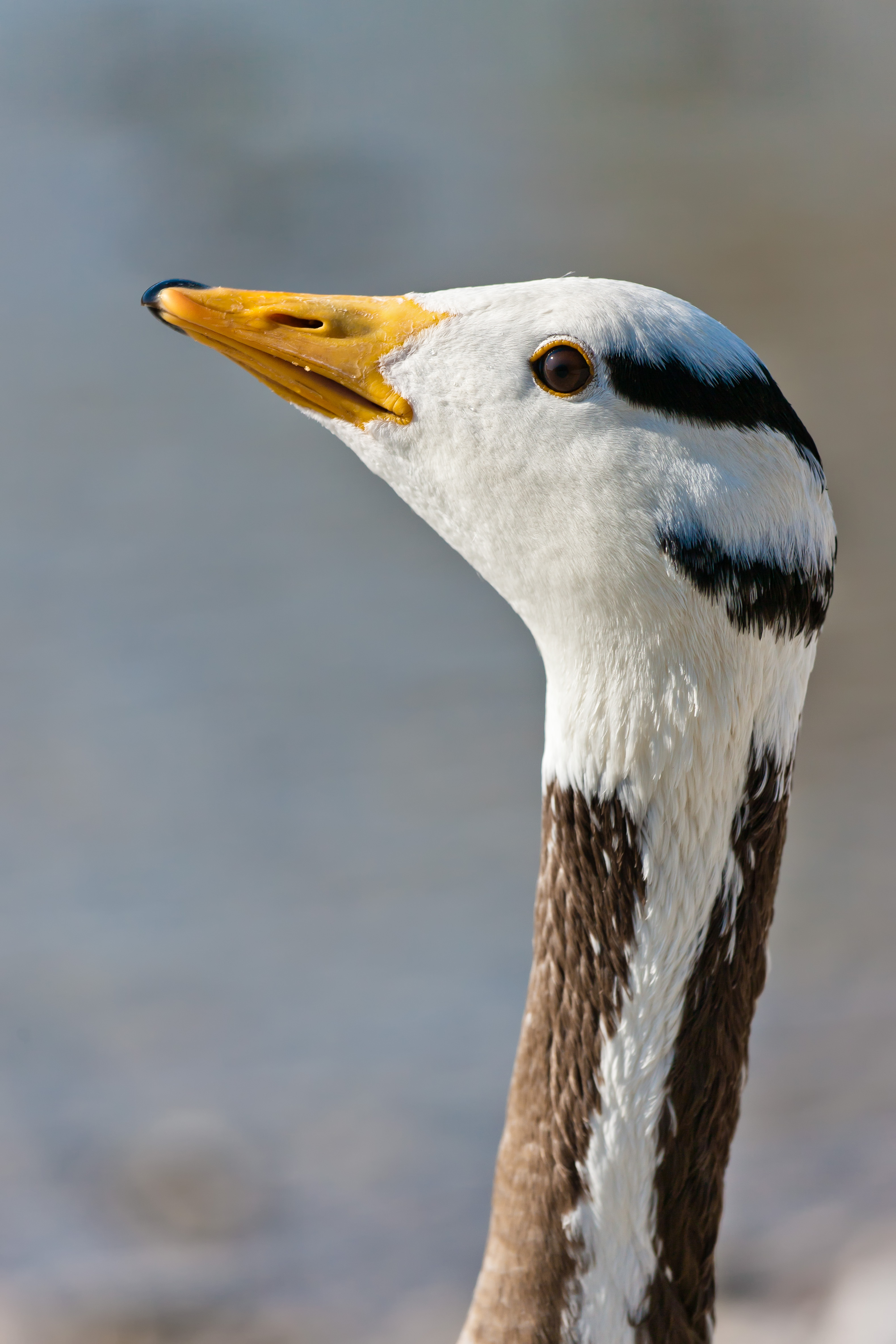

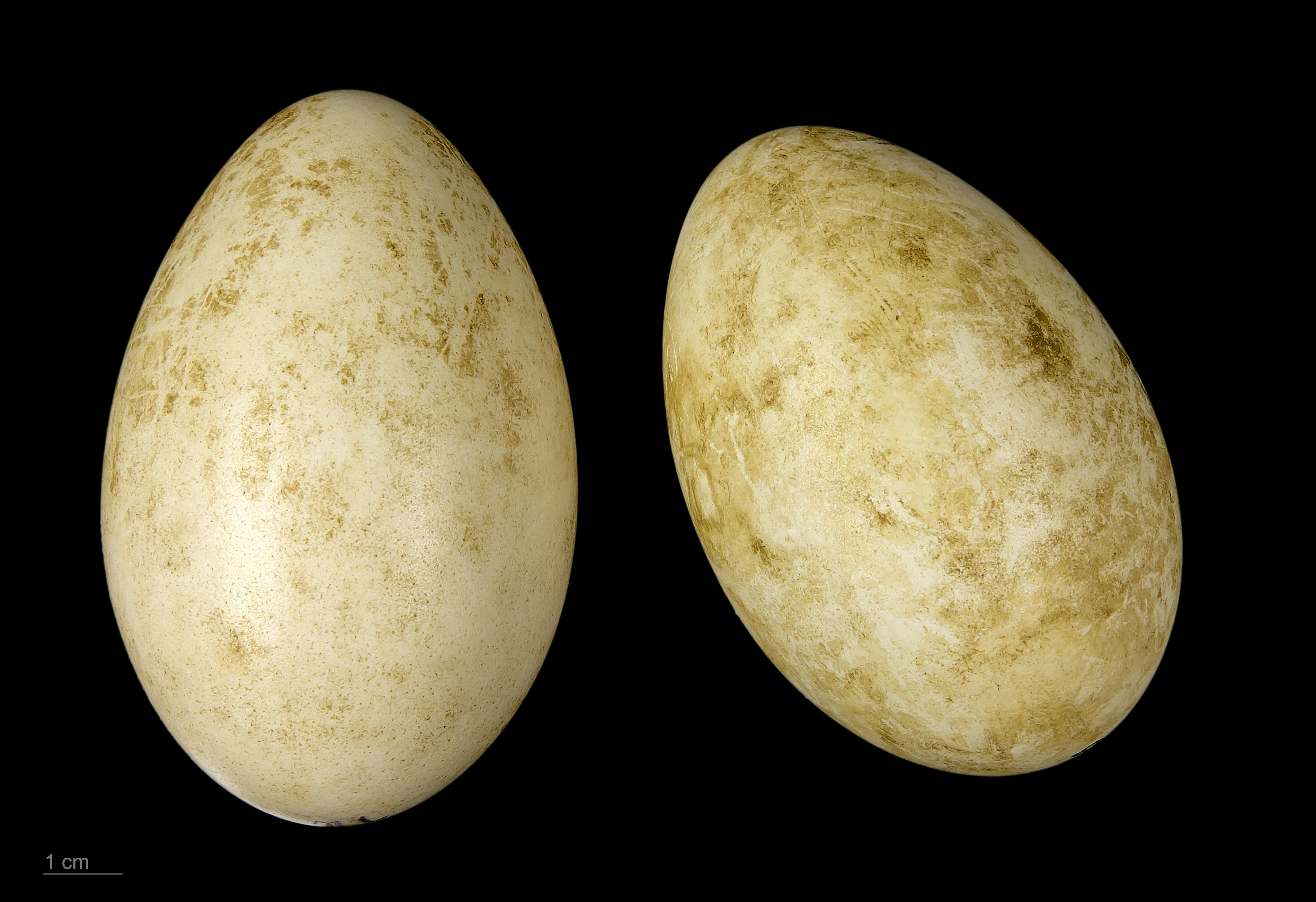
яйце Anser indicus — Тулузький музей

Гірська гуска має сірувате забарвлення тіла. Шия темно-бура, з білими смугами по боках. Голова біла, з двома чорно-бурими поперечними смугами на тім'ї і потилиці. Задня частина черева і підхвістя білі; першорядні стернові пера сірі, з білою верхівкою, другорядні — цілком чорно-бурі. Дзьоб і високі ноги жовті. Самці та самиці виглядають приблизно однаково, самці трохи більшого розміру. Молоді птахи схожі на дорослих, але блідіші й не мають темних смуг на голові; лапи і дзьоб молодих птахів зеленаво-жовті, не такі яскраві, як у дорослих.
Довжина: 68 — 78 см. Маса: 2 — 3,2 кг. Розмах крил: 140—160 см.

## Розповсюдження
Гніздиться в горах Центральної Азії. Переважно в Монголії, Західному Китаї, Казахстані та Киргизстані, також зустрічається біля деяких річок Індії. Зимує переважно в низовинах Індії, також у Пакистані, Бангладеші, Непалі та М'янмі. Гірська гуска була завезена до Канади та Іспанії. Здичавілі популяції гірських гусей були зафіксовані в Бельгії, Фінляндії та Великій Британії.
Гірська гуска в Україні вважається рідкісним, залітним видом; зареєстровано на Одещині, можливо особи, що втекли з неволі.

## Місця існування
Гірська гуска для гніздування обирає різноманітні водно-болотяні угіддя в горах Центральної Азії, наприклад, гірські озера. Зазвичай обирає досить високі скелясті гори — 4-5 тисяч метрів над рівнем моря.
Взимку птахи вирушають до низовин з болотами, річками, заплавами та озерами. У країнах, куди були завезені, наприклад, у Великій Британії, також займає луки та орні угіддя поблизу води.

## Спосіб життя

### Розмноження
Гірські гуси гніздяться в період з кінця квітня до кінця липня. Гнізда влаштовують на скелях і урвищах, рідше на деревах. Часто займають покинуті гнізда інших птахів. Гніздяться невеликими колоніями або поодинці. Гірські гуси схильні утворювати моногамні пари, коли самець парується з однією самицею впродовж кількох років. У часи, коли самиць у популяції більше ніж самців, практикується полігінія — система, коли моногамна пара може приєднати кількох другорядних самиць. Другорядні самиці теж спарюються з самцем. Оскільки гірські гуси живуть колоніями, то самиці захищають свої гнізда від інших самиць з нижчим статусом, щоб запобігти гніздовому паразитизму. Другорядні самиці можуть підкидати яйця до гнізд високостатусних самиць, щоб збільшити ймовірність успішного виведення потомства. Часом молоді гуси підкладають свої яйця в гнізда своїх батьків. Кладка складається з 2 — 6 яєць. Пташенята вилуплюються через 32 — 34 дні. Про гусенят дбають обоє партнерів. Статевої зрілості самиці досягають у віці двох років, самці — у три роки.

### Живлення
Гірські гуси споживають переважно траву, що росте навколо озер та річок, де вони гніздяться. Під час міграції та зимування часто поїдають сільськогосподарські культури: кукурудзу, пшеницю, овес та рис. Також до раціону входять дрібні ракоподібні та комахи.

### Поведінка
Гірські гуски — дуже соціальний вид. Вони мігрують сімейними групами або великими колоніями. Мігрують двічі на рік маршрутом, що пролягає над Гімалаями. Летять клином. Гірські гуси мають виражену соціальну ієрархію. На найвищому щаблі — гніздова пара з самця і самиці; потім другорядні самиці, які в деякі роки стають частиною «гарему»; на найнижчому щаблі — самотні самиці.
Гірська гуска добре ходить і бігає, велику частину часу проводить на суші, а не у воді.
Тривалість життя — близько 20-ти років.

## Рекорд висотного польоту

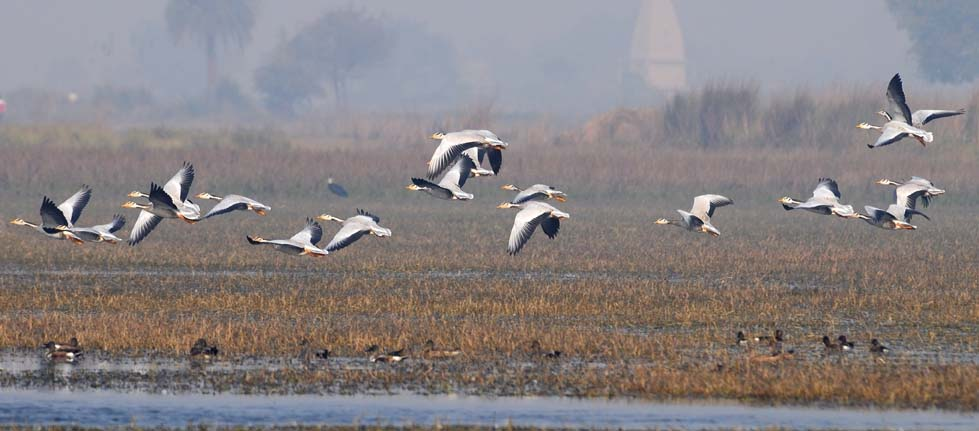
Гірські гуси в польоті

Гірські гуси можуть літати на великій висоті. Зафіксований випадок польоту гірських гусаків на висоті 10175 м, під час їх перельотів з Середньої Азії над Гімалаями. Повітря на таких висотах настільки розріджене, що вертольоти тут не можуть літати. Гірські гуски ймовірно програють тільки грифам за висотою польоту (відомі випадки зіткнення грифа Рюппеля з літаком на висоті 12150 м).